# Ragout fin

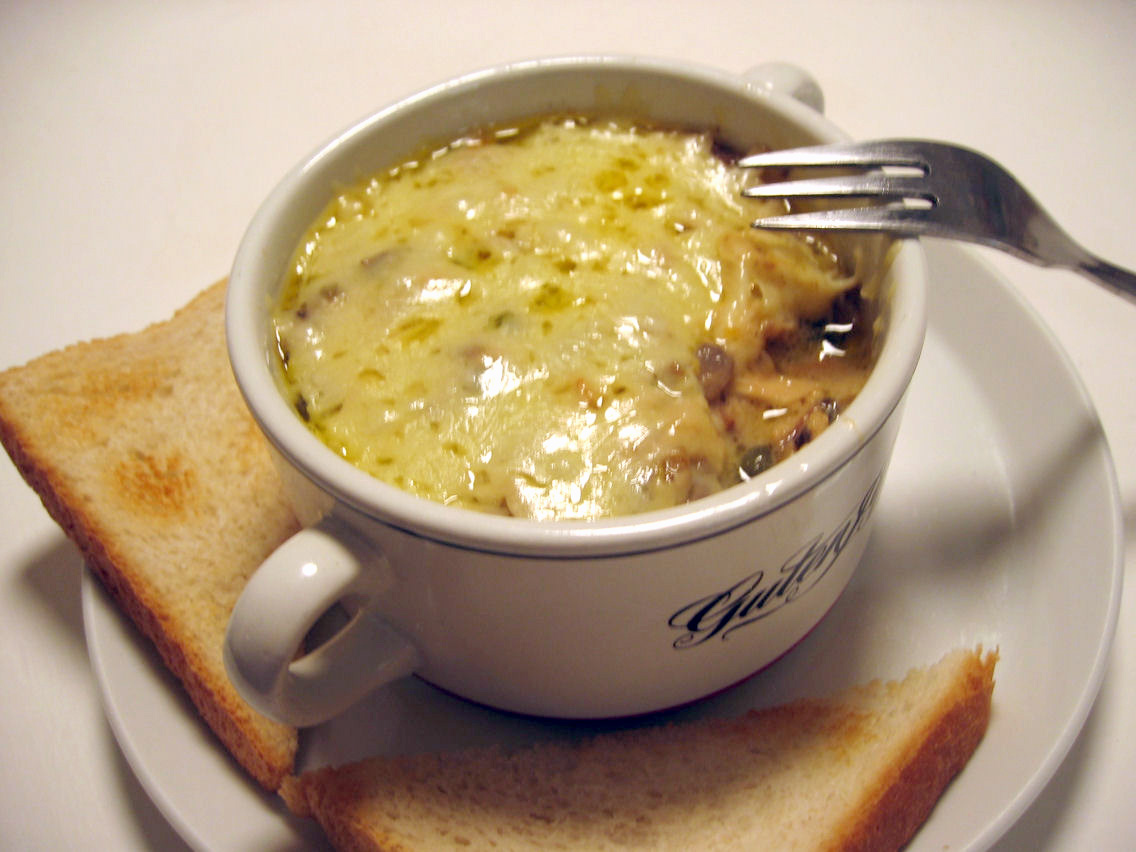
Ragout fin (überbacken)

Ragout fin [ʁaɡuˈfɛ̃] (von französisch ragoût fin, „feines Ragout“) ist ein meist als Vorspeise serviertes Ragout aus hellem Fleisch und Innereien in einer weißen Sauce und entstammt der klassischen deutschen, besonders der Berliner Küche.

## Zubereitung
Zubereitet wird Ragout fin aus Kalbfleisch, Kalbsbries, -hirn, -zunge und -rückenmark und Hühnerbrust, je nach Rezept auch Fisch, alles in leichtem Essigwasser gegart oder in Butter gedünstet und in kleine Würfel geschnitten.
Zweiter Bestandteil ist eine weiße Sauce aus heller Mehlschwitze, Brühe, Weißwein, Sardellen, Zitronensaft, Sahne und gedünsteten Champignons, die mit Eigelb legiert wird.
Würfel und Sauce werden vermischt, im Wasserbad erhitzt und anschließend in Tassen, Schalen von Jakobsmuscheln oder Vol-au-vents (Blätterteigformen) mit Paniermehl, Käse und Butter überbacken. Ragout fin wird nachträglich je nach Geschmack mit Worcestershiresauce und Zitronensaft gewürzt.
Das heute in Konserven angebotene Ragout fin enthält üblicherweise keine Innereien, sondern lediglich Geflügel- und Kalbfleisch bzw. Geflügel- und Kalbfleischprodukte (Fleischbrät).

## Ähnliche Gerichte
- Würzfleisch, aus Geflügel- oder Schweinefleisch